# 서왕모
서왕모(西王母)는 중국 신화에 나오는 여신이며, 곤륜산에 산다고 한다. 성은 양(楊), 이름은 회(回)였다고 하며 '구령태묘귀산금모', '요지금모', '왕모낭랑'으로도 불린다. 일설에는, 유락(우유)만 먹고 동자의 정기만 흡수해 항상 부드러운 살결과 젊음을 유지했으며 다섯 줄의 악기를 타면서 음악을 즐겼다고 한다.

## 관련 기록

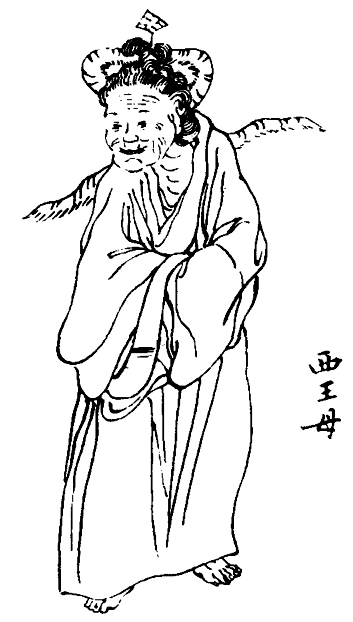
서왕모

산해경에 서왕모에 관련된 기록이 보이는데, 다음과 같다.
1. 다시 서쪽으로 350리를 가면 옥산이라는 곳인데 이곳은 서왕모가 살고 있는 곳이다. 서왕모는 그 형상이 사람 같지만 표범의 꼬리에 호랑이 이빨을 하고 휘파람을 잘 불며 더부룩한 머리에 머리꾸미개를 꽂고 있다. 그녀는 하늘의 재앙과 오형을 주관하고 있다. (서차삼경)
2. 서왕모가 책상에 기대어 있는데 머리꾸미개를 꽂고 있다. 그 남쪽에 세 마리의 파랑새가 있어 서왕모를 위해 음식을 나른다. 곤륜허의 북쪽에 있다. (해내북경)
3. 서해의 남쪽, 유사의 언저리, 적수의 뒷편, 흑수의 앞쪽에 큰 산이 있는데 이름을 곤륜구라고 한다. 사람의 얼굴에 호랑이의 몸인데 꼬리에 무늬가 있으며 모두 흰 신이 있어 여기에 산다. 산 아래에는 약수연이 둘러싸고 있으며 그 바깥에는 염화산이 있어 물건을 던지면 곧 타버린다. 어떤 사람이 머리꾸미개를 꽂고 호랑이 이빨에 표범의 꼬리를 하고 동굴에 사는데 이름을 서왕모라고 한다. 이 산에는 온갖 것이 다 있다.

(이상은 정재서 역주 산해경에서 옮겼다.)
목천자전에 주 목왕이 서쪽으로 가 곤륜산에 이르러 서왕모를 만나 사랑했다고 하고, 한무제내전에 한무제가 서왕모를 보고자 빌었더니 칠월 칠석에 서왕모가 아홉 빛깔 용이 끄는 수레를 타고 내려왔는데 그 모습이 아름다웠다고 한다. 또한 서왕모가 불사약을 가지고 있다고 하는데 불사수라고도 하고 천도복숭아라고도 한다. 예가 항아의 바가지에 비위를 맞춰주려고 곤륜산에 가 서왕모에게 불사약을 받았다고 한다. 역시 한무제내전에 한무제가 불사약을 구했더니 서왕모가 동방삭이 자신의 궁궐에서 복숭아를 훔쳐갔다고 답했다 한다.

## 같이 보기
- 구천현녀
- 선인